# Black Country Communion
Black Country Communion — супергруппа, участниками которой являются Гленн Хьюз, Джейсон Бонэм, Дерек Шеринян и Джо Бонамасса. Хьюз описывает стиль группы как «рок-н-ролл в его истинном значении».

## История
По словам Гленна Хьюза, он и Бонамасса работали вместе более года, когда они оба выступали на Guitar Center: King of the Blues в Лос-Анджелесе в ноябре 2009 года и решили записать совместно альбом. Продюсер Кевин Ширли предложил группе работать с барабанщиком Джейсоном Бонэмом. Бонамассу не устраивал формат power trio, поэтому было решено нанять клавишника. Им стал Дерек Шеринян. Идея привлечения Бонэма и клавишника Дерека Шериняна для завершения состава группы была предложена Ширли. Группа начала сессии звукозаписи в Shangri La Studios в Малибу, штат Калифорния.
Название группа получила от промышленной зоны в Англии, откуда родом Хьюз и Бонэм.
В 2010 году вышел их альбом Black Country. (В Великобритании и 21 сентября в США) Продюсером диска стал Кевин Ширли (Kevin Shirley). Первые рецензии на альбом были умеренные: большинство критиков посчитало, что альбом слишком походит на сольное творчество Хьюза, а остальные суперзвёзды на его фоне блёкнут.
В августе 2010 года в эксклюзивном интервью с EspyRock Гленн Хьюз признался, что он уже записывает новый альбом группы.
В июне 2011 года вышел их второй альбом — 2, а осенью — концертный альбом Live Over Europe в форматах Blu-ray, DVD и CD.
В августе 2012 года появились первые подробности, касающиеся третьего альбома коллектива. В частности, была обнародована обложка и название — Afterglow. По словам Хьюза, материал и тексты альбома будут несколько мрачнее, чем на предыдущих работах группы 19 сентября 2012 года на официальном сайте коллектива в свободном доступе была выложена песня «Confessor» с грядущего альбома.
13 марта 2013 года Джо Бонамасса официально объявил об уходе из группы.
23 марта того же года Гленн Хьюз подтвердил, что группы больше нет, рассказав, что Джо не дал бы группе выступать под тем же именем. Говоря о будущем группы, он намекнул, что они продолжат под другим именем, когда для того будет подходящее время.
В апреле 2016 года было объявлено, что Black Country Communion намерены воссоединиться в 2017 году для записи четвёртого альбома. Говоря о возвращении супергруппы, в Бонэм пояснил, что воссоединение был первоначально предложено Бонамассой, который обратился к другим членам группы с предложением. Хьюз и Бонамасса начали писать новую музыку для нового альбома в сентябре. Хьюз позже объявил, что запись начнется в январе 2017 года, а выпуск альбома запланирован на 20 мая.

## Состав

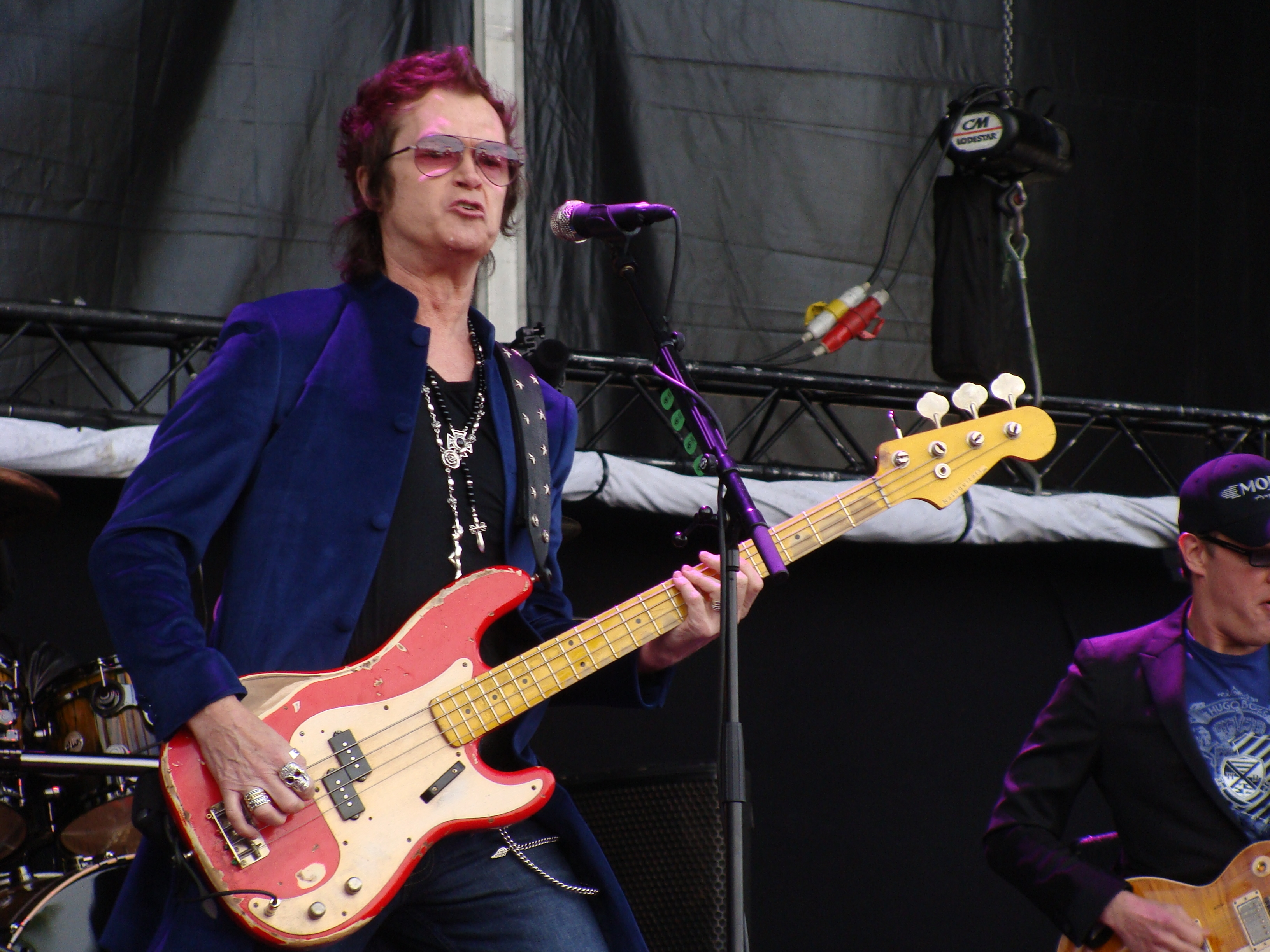
Гленн Хьюз
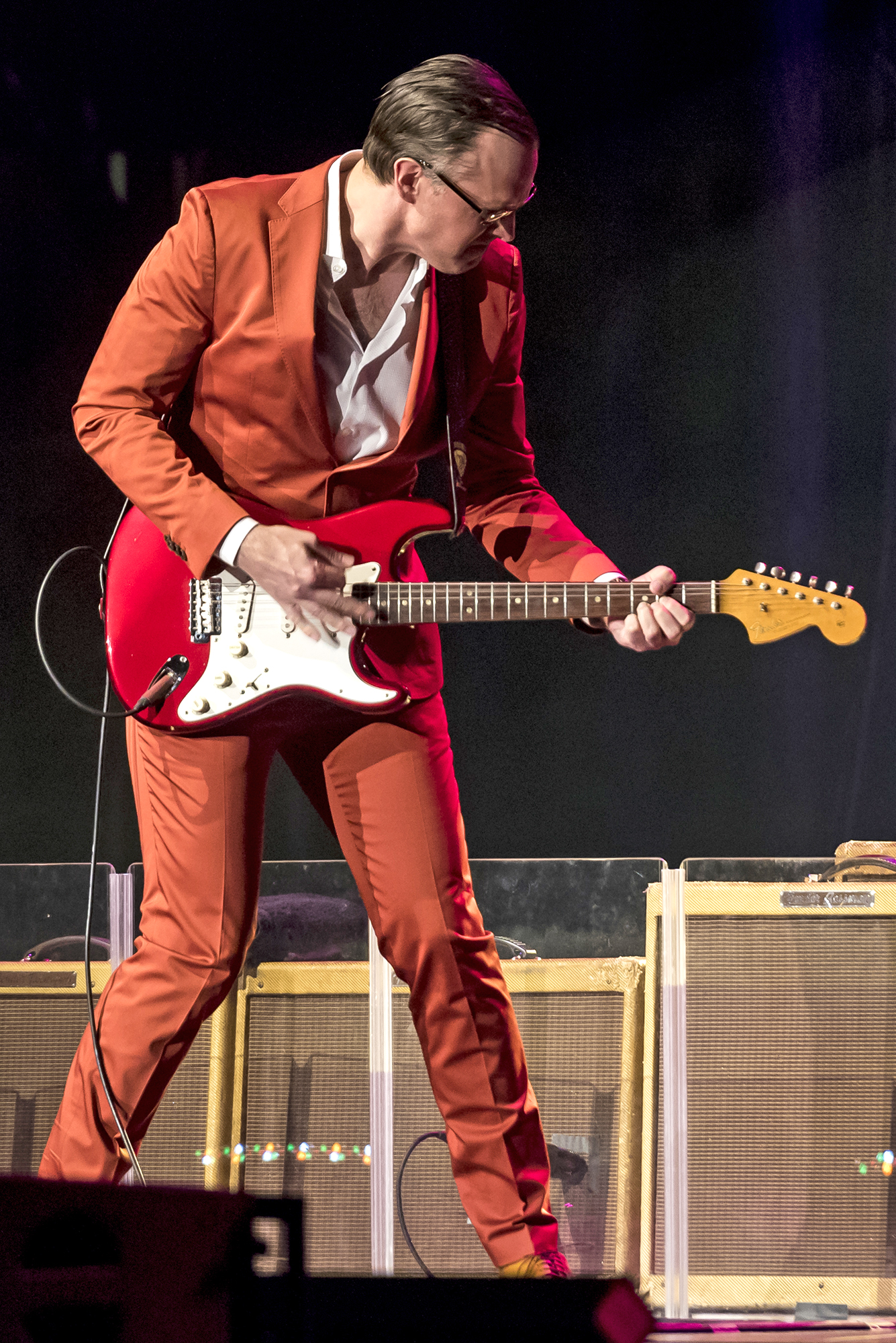
Джо Бонамасса
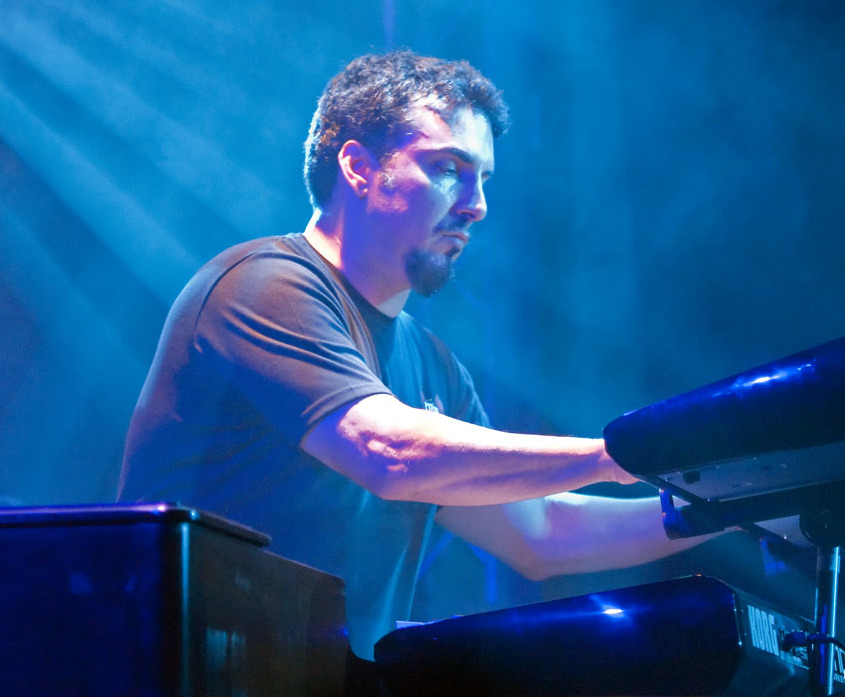
Дерек Шеринян
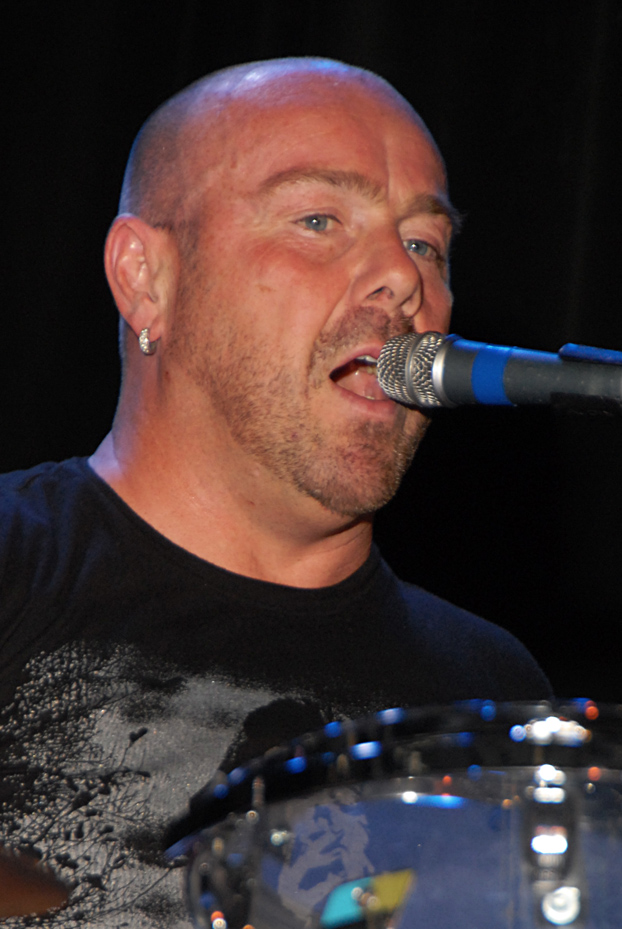
Джейсон Бонэм

- Гленн Хьюз – бас-гитара, ведущий вокал, бэк-вокал
- Джо Бонамасса – гитара, бэк-вокал, ведущий вокал
- Джейсон Бонэм – ударные, перкуссия, бэк-вокал
- Дерек Шеринян – клавишные

## Дискография
- 2010 — Black Country[англ.] (Billboard 200 #54)[15]
- 2011 — 2[англ.] (Billboard 200 #71)[15]
- 2011 — Live Over Europe
- 2012 — Afterglow[англ.]
- 2017 — BCCIV[англ.]
- 2024 — BCCV